# Olea europaea var. sylvestris
Olea europaea subsp. sylvestris é uma variedade de planta com flor pertencente à família Oleaceae. Tem os nomes comuns zambujeiro ou oliveira-brava. 
A autoridade científica da variedade é (Mill.) Hegi.

## Portugal
Trata-se de uma variedade presente no território português, nomeadamente em Portugal Continental.
Em termos de naturalidade é nativa da região atrás indicada.

## Protecção
Não se encontra protegida por legislação portuguesa ou da Comunidade Europeia.